# Ontario (Ohio)
Ontario – miasto w Stanach Zjednoczonych, w północnej części stanu Ohio o powierzchni 28,3 km². Założone w 1834 roku. General Motors w 1958 roku produkowało tu Fisher Body. Przez miasto przebiega autostrada Interstate 30. 
W 2000 roku liczba mieszkańców wynosiła 5307.

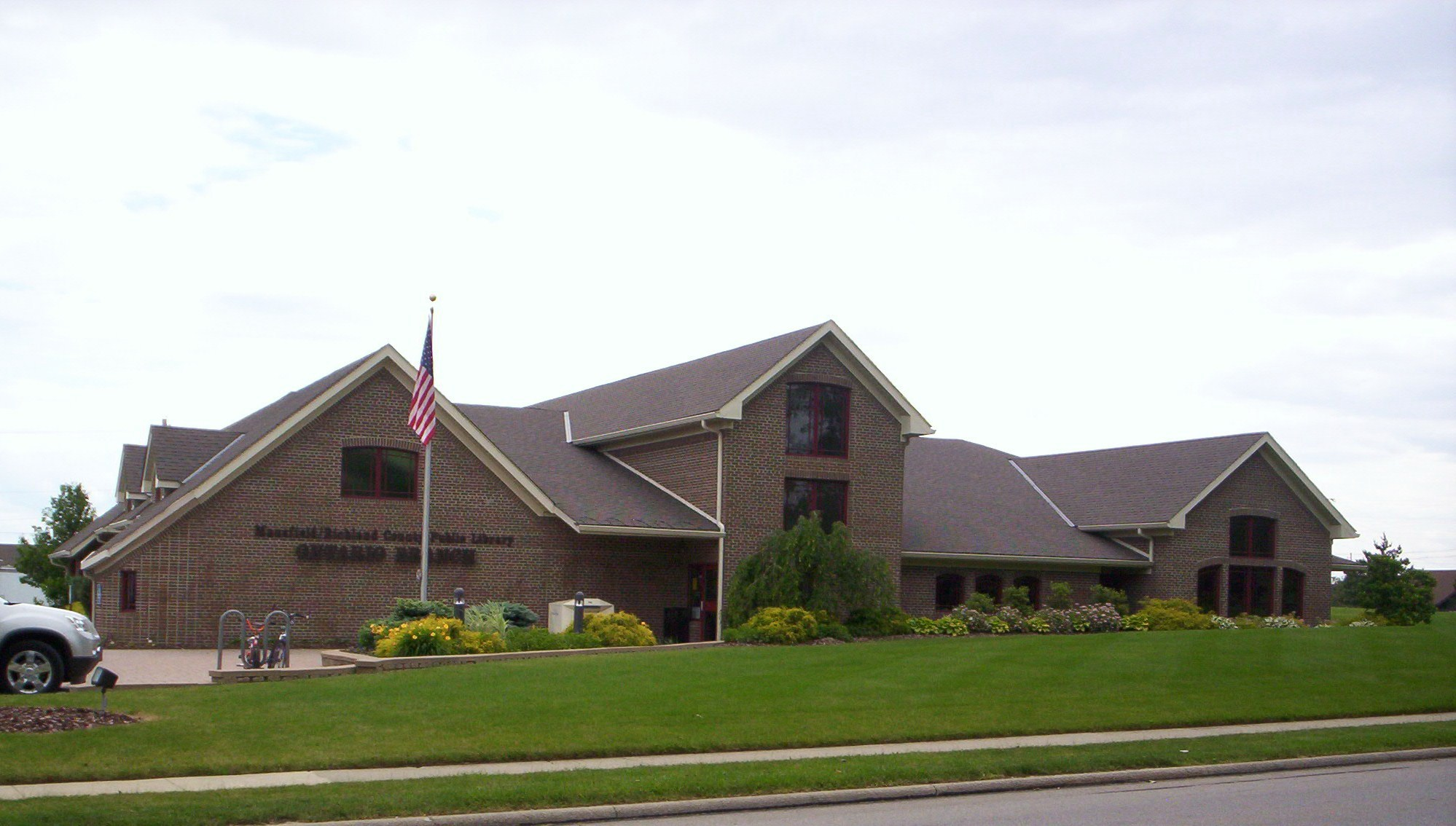
Biblioteka publiczna w Ontario (Ohio)